# Luigi
Luigi és un personatge de ficció del món dels videojocs caracteritzat pel vestit verd i el mono blau. Company del més que conegut personatge dels videojocs Mario. On també ha participat en diversos jocs com a personatge secundari, però no és fins a Luigi's Mansion (Nintendo GameCube) on adquireix un protagonisme absolut i és ell qui treu d'un embolic al seu germà i no pas l'altre.
Va aparèixer per primera vegada al joc Mario Bros de la primera consola de sobre-taula de Nintendo, la NES. Tanmateix feia de personatge secundari, només en el mode multijugador el segon jugador podia controlar-lo.
També viu amb el seu germà Mario en el regne Xampinyó. La seva personalitat és poruca y nerviosa. També es pot destacar el seu salt i la seva velocitat més elevada que la del seu germà.

## El personatge
En Luigi és el germà petit de Mario. Primer aparegué al joc d'arcade de l'any 1983, Mario Bros, i després a Super Mario Bros. com a segon jugador, paper que continuà tenint a Super Mario Bros. 3 i Super Mario World. El nom "Luigi" fou inspirat per la pizzeria prop de la seu de Nintendo of America a Redmond (Washington) anomenada "Mario & Luigi’s".
Per limitacions del programari a l'època de son inici, Luigi començà amb un disseny igual que el d'en Mario, però en lloc de dur el jersei i la gorra vermella, la portava verda. En millorar la tecnologia fou quan el personatge canvià físicament: més alt i prim que el seu germà, i amb el bigoti un pèl diferent. La personalitat d'en Luigi també es desenvolupà cap a més covard i nerviós. Mesura 1,72 m i pesa 62 kg.

## L'Any d'en Luigi

El logotip oficial de L'Any d'en Luigi

El 2013 i el 2014 (segons Reggie Fils-Aime i Satoru Iwata van anunciar el desembre) van ser triats per Nintendo per a celebrar L'Any d'en Luigi, en honor amb el 30è aniversari de la primera aparició del personatge d'en Luigi a Mario Bros.. L'Any d'en Luigi s'acabà oficialment el 18 de març de 2014, un any exacte després de l'anunci de l'esdeveniment en un Nintendo Direct.

### Videojocs
- Luigi's Mansion 2
- Mario & Luigi: Dream Team Bros.
- Contingut descarregable per a New Super Mario Bros. U anomenat New Super Luigi U
- Super Mario 3D World, especialment un desbloquejable anomenat Luigi Bros., que surt automàticament al tenir dades de desament de New Super Luigi U
- NES Remix (indirectament)
- Dr. Luigi
- NES Remix 2, el primer joc del 2014 de L'Any d'en Luigi, especialment pel mode Super Luigi Bros..

### Packs de consoles
- Edicions de Nintendo 3DS XL amb l'edició digital de Mario & Luigi: Dream Team Bros. pre-instal·lada a la targeta SD només pel Japó.

### Esdeveniments per a jocs i consoles
- Cinc concursos de dibuix a Miiverse on es debateren uns cinc temes relacionats amb Luigi Mansion 2.
- Un llibre de records de New Super Luigi U, amb captures de pantalla de Miiverse, les captures de pantalla són elegides per MariChan
- Tres comunitats Miiverse on hi haurà un comunicat de tipus general per a l'any d'en Luigi, una sala per a comentaris de Luigi's Mansion 2 i una altra d'un desenvolupador.
- Els Mii de Shigeru Miyamoto, Satoru Iwata, Hideki Konno, Takashi Tezuka, Koichi Hayashida i Kensuke Tanabe portaran la gorra d'en Luigi com a vestimenta que poden portar els Miis de la Plaça Mii de StreetPass de Nintendo 3DS i la Plaça WaraWara i Miiverse de Wii U.
- Un stationary de L'Any d'en Luigi ha estat llançat per a Correo Nintendo.
- Shigeru Miyamoto i Takashi Tezuka estan enviant recordatoris de l'Any d'en Luigi per aquesta aplicació.
- A través d'un missatge publicat a la xarxa social Miiverse, s'ha anunciat una nova actualització de l'aplicació Art Academy: SketchPad (eShop Wii U, 2013). Anb aquesta actualització, els usuaris d'aquest taller artístic virtual podran unir la seva pròpia comentant en un post relacionat amb la comunitat del joc. D'acord amb "MariChan", un funcionari de Nintendo i el publicador de la notícia, aquesta nova funció també serveix millor per a tots a gaudir de la "Luigi Exposició", una exposició d'arts temàtiques que impliquen en Luigi pel seu 30è l'aniversari el 2013.[3]

### Mercaderia
- Membres del Club Nintendo del Japó podien obtenir una còpia de The Year of Luigi: Sound Collection, amb 30 cançons de Luigi's Mansion 2 i de Mario & Luigi: Dream Team Bros., etcètera.
- Nous dissenys de Wii Remote Plus, que es van estrenar el 8 de novembre de 2013 tematitzats, un amb en Mario i l'altre amb en Luigi.[4] El 30 d'abril[5] de 2014 en va sortir un en versió Peach a Amèrica,[6] i els de Peach i Yoshi van sortir a Europa el 30 de maig[7] i el 29 de maig al Japó.[8]
- El Club Nintendo dels Estats Units oferia una xapa d'en Luigi que es podia guanyar descarregant New Super Luigi U fins a l'1 d'agost de 2013, amb motiu de l'Any d'en Luigi.[9]
- Mercaderia única exclusiva al Japó.
- Una moneda de L'Any d'en Luigi, disponible en una petita bossa verda al lloc web europeu Club Nintendo.
- Un diorama de Luigi's Mansion 2, disponible al Club Nintendo europeu i nord-americà.

### Altres
- Quan New Super Luigi U va sortir, per a celebrar-ho, es va crear el vídeo viral Finding Luigi: The Legend of Parkour.
- El Tour d'Estiu de Wii U, amb el qual es van portar consoles Wii U i cabines de Nintendo 3DS a les principals ciutats dels Estats Units per un temps limitat, amb els jocs de L'Any.
- Cada nivell a New Super Luigi U i en Super Mario 3D World hi ha Luigis com a ous de pasqua. No obstant això, cada Luigi en Super Mario 3D World s'oculta i en la seva forma de 8 bits, mentre que no tots són de 8 bits a New Super Luigi U i alguns estan a la vista.
- L'anunci com a personatge jugable d'en Luigi al videojoc Super Smash Bros. for Nintendo 3DS and for Wii U.
- El desè vídeo de la sèrie "Nintendo Minute" se celebrà amb un concurs on uns fans guanyaren diversos premis relacionats, incloent una moneda de L'Any.[10]
- La Nintendo britànica va anunciar un sorteig per celebrar la cloenda de L'Any d'en Luigi. En homenatge a en Luigi, se sortejaren dues monedes d'or commemoratives (diferent a la que s'oferia al Club Nintendo) i dos ninots de peluix per a dues persones.[11]

## Baby Luigi
Baby Luigi és el germà de Baby Mario i la versió petita del personatge Luigi. La seva primera aparició va ser al joc Super Mario World 2: Yoshi's Island, de la consola Super Nintendo, de Nintendo, l'any 1995. En aquest joc, les diferents espècies de Yoshi es troben amb Baby Mario, i junts intentaran rescatar a Baby Luigi qui ha estat segrestat pel malvat Kamek.
Aparicions (exceptuant camejos)
- Super Nintendo
  - Super Mario World 2: Yoshi's Island

- Game Boy Advance
  - Yoshi's Island: Super Mario Advance 3

- Nintendo Gamecube
  - Mario Kart: Double Dash!!
  - Mario Superstar Baseball

- Nintendo DS
  - Yoshi Touch & Go
  - Mario & Luigi: Partners In Time
  - Yoshi's Island DS

- Wii
  - Mario Kart Wii
  - Mario Super Sluggers

- Nintendo 3DS
  - Yoshi's New Island
  - Mario Sports Superstars

- Wii U
  - Mario Kart 8

- Nintendo Switch
  - Mario Kart 8 Deluxe

- iOS/Android
  - Dr. Mario World
  - Mario Kart Tour